# اتاق بازرگانی، صنایع، معادن و کشاورزی تهران
اتاق بازرگانی، صنایع، معادن و کشاورزی که به اختصار اتاق بازرگانی تهران خوانده می‌شود، اولین نهاد مدنی است که بنیاد بسیاری از فعالیت‌های اقتصادی و تجاری کشور بر پایه آن شکل گرفته است. در حال حاضر محمود نجفی عرب ریاست اتاق بازرگانی تهران را برعهده دارد.

## پیشینه تاریخی
ریشه‌های تأسیس اتاق تجارت تهران به نهادی بازمی‌گردد که برای حفاظت از منافع تجار تأسیس شد. تأسیس این نهاد احتمالاً همزمان است با تأسیس وزارت تجارت و فلاحت در سال ۱۲۸۹ هـ. ق (۱۸۷۲م) که یکی از اقدامات اصلاحی میرزا حسین خان سپهسالار، وزیر تجارت وقت، به‌شمار می‌رود. وظیفه اولیه این نهاد تنظیم مناسبات بازرگانی و دفاع از منافع کشور در حوزه تجارت بود.

### مجلس وکلای تجار
ده سال پس از میرزا حسین‌خان سپهسالار، میرزا عبدالوهاب نصیرالدوله وزارت تجارت را برعهده گرفت. در این دوره نابسامانی‌های اقتصادی بسیاری بوجود آمد که اعتراض تجار را برانگیخت. این گروه از فعالان اقتصادی در این زمان به ضرورت حمایت از منافع مشترک خود در مقابل هجوم سرمایه‌های خارجی پی‌بردند و دست به اعتراض زدند. این اعتراض به رهبری محمدحسن امین‌الضرب، از بازرگانان بانفود تهران، ناصرالدین شاه را به عزل  عبدالوهاب آصف‌الدوله (نصیرالدوله) واداشت. تجار خواستار تأسیس شورایی شدند که فقط بازرگانان در آن عضویت داشته باشند و دربارهٔ مسائل مرتبط تصمیم‌گیری کنند؛ بدین‌ترتیب ناصرالدین‌شاه در سال ۱۲۶۳ شمسی (مقارن با ۱۳۰۱ قمری و ۱۸۸۴ میلادی) فرمان تشکیل مجلس وکلای تجار ایران را صادر کرد تا بازرگانان بتوانند نمایندگان خود را انتخاب و از منافع خود حفاظت کنند. اما این تلاش تجار سرانجام به دلایل مختلف از جمله مخالفت روحانیون، فشار حکام محلی و تعارضات درونی و منفعت‌طلبی در بین خود تاجران منجر به شکست و صدور فرمان لغو تشکیلات مجلس وکلای تجار ایران از سوی شاه گردید.

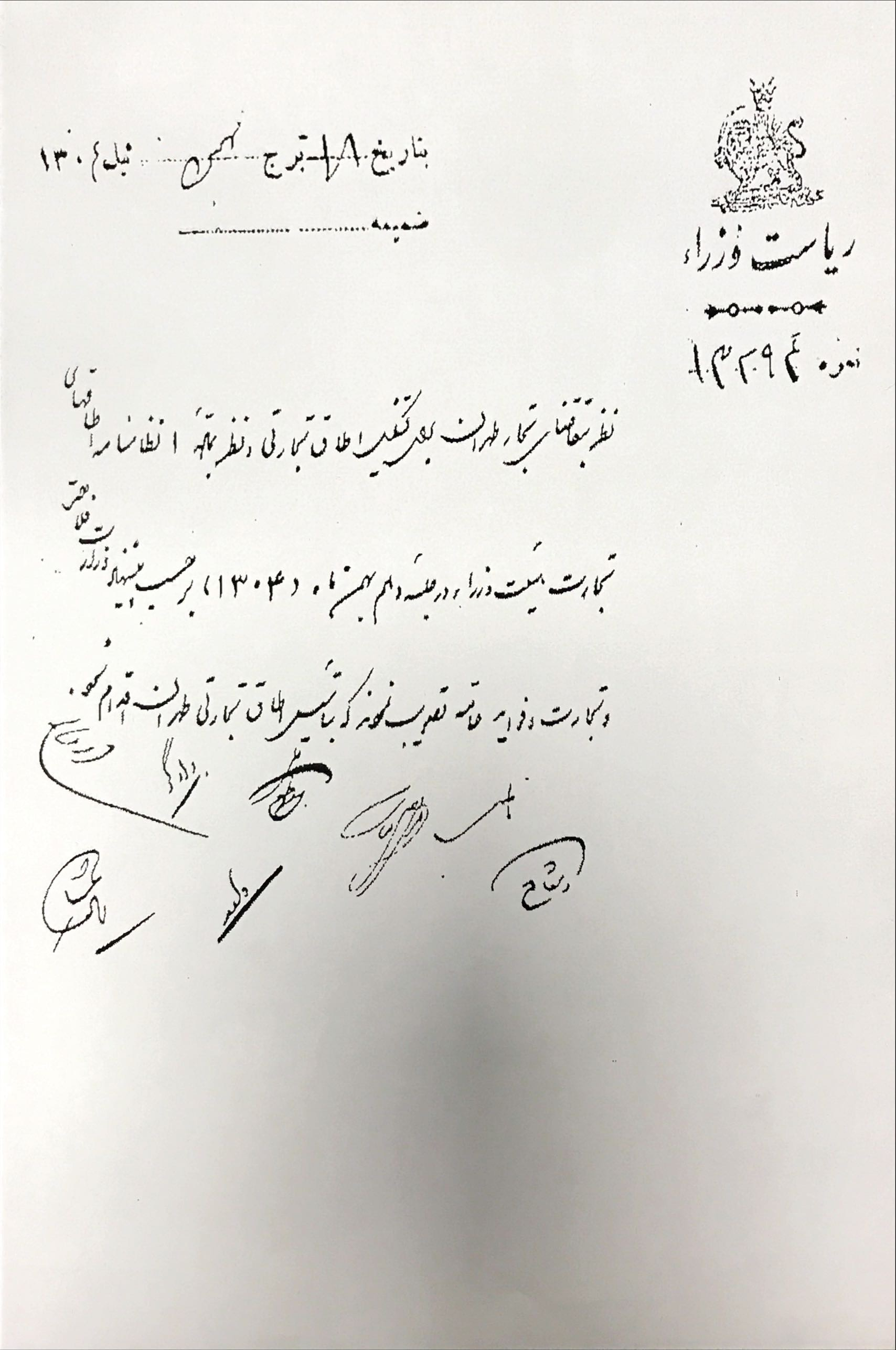
نظر به تقاضای تجار طهران برای تشکیل اتاق تجارتی، نظر به ماده ۱ نظامنامه اتاقهای تجارت هیئت وزرا در جلسه دهم بهمن ماه (۱۳۰۴) بر حسب پیشنهاد وزارت فلاحتی و تجارت، فواید عامه تصویب نمودند که بتاسیس اتاق تجارتی طهران اقدام شود.

### اتاق تجارت تهران
با روی کار آمدن حکومت پهلوی، ضرورت پاسخگویی به نیازهای جدید در مراوده با جهان احساس می‌شد، بنابراین با تصویب هیئت‌دولت، در تاریخ ۱۸ بهمن ۱۳۰۴ امر به تأسیس اتاق بازرگانان تهران داده شد. بدین‌ترتیب تجار از روز ۱۸ تا ۲۲ اردیبهشت ۱۳۰۵ شمسی در تجارت‌خانه ابوالقاسم تاجر اصفهانی حاضر شدند و تعرفه انتخابات اعضای اتاق تجارت تهران را دریافت کردند تا در رأی‌گیری اعضای اتاق تجارت شرکت نمایند.

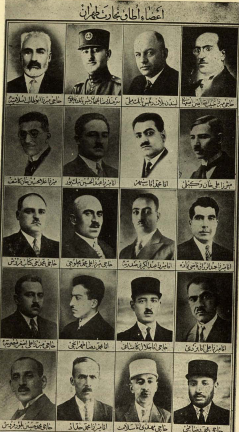
عکسی از اعضاء اتاق تجارت طهران در آبان ۱۳۰۸ درحالی‌که در رئیس اتاق، امین‌الضرب در پاریس اقامت داشتند.

اولین اتاق تجاری ایران در ۱۶ مهر ۱۳۰۵ در ساختمانی کوچک در نزدیکی چهارسوق کوچک بازار به ریاست محمدحسین امین‌الضرب و دبیری میرزا غلامحسین کاشف و میرزا محمد سپهر آغاز به کار کرد. پس از آن حبیب‌الله امین‌التجار ریاست اتاق تجارت تهران را برعهده گرفت و حاج میرزا ابوطالب اسلامیه، عبدالحسین نیک‌پور، فقیه‌التجار، آقا میرزا علی محلوجی و آقا شیخ حسین حریری هیئت نمایندگان آن را تشکیل دادند.
در این دوره، سیاست‌های تمرکزگرایانه دولت پهلوی اول، امکان استقلال عمل اتاق تجارت را از آن می‌گرفت. براساس قانون تشکیل اتاق‌های تجارت، از بین ۴۵ نفر از اعضای منتخب، تعداد پانزده نفر را دولت انتخاب می‌کرد.

### دوره فترت اتاق بازرگانی تهران
با مصوبه ۱۹ خرداد ۱۳۱۴ که اتاق‌های تجارت شهرهای کشور منحل شد و فقط در ۱۶ منطقه تجاری اتاق تجارت باقی ماند، وضعیت اتاق تجارت بیش از پیش متزلزل شد و استقلال خود را از دست داد. سال ۱۳۱۸ شمسی مقارن با آغاز جنگ جهانی دوم (۱۹۳۹ میلادی) بود که اوضاع تجارت ایران نیز به تبع بحران جهانی تحت تأثیر قرار گرفت. همزمان با سقوط رضاشاه در ۱۳۲۰، بیشتر بازاریانی که از امتیازهای جوازهای وارداتی در دوره انحصارات دولتی بی‌نصیب مانده بودند دست به اعتراض زدند، زیرا بر این گمان بودند که نمایندگان اتاق تجارت و رئیس آن، عبدالحسین نیک‌پور با نزدیک‌شدن به مقامات دولتی، امتیاز حمایت از رضاشاه را با اخذ مجوزهای وارداتی دریافت کرده‌اند. آن‌ها تهدید به بستن بازار کردند و خواستار اجرای تقاضای خود یعنی یک‌مرحله‌ای شدن انتخابات گردیدند تا از دخالت‌های دولت در امر انتخابات اتاق جلوگیری کنند.
در پاسخ به این درخواست، قانون جدیدی در سال ۱۳۲۱ تهیه شد تا انتخابات به‌طور مستقیم انجام شود و اسم اتاق نیز به نام اتاق بازرگانی تغییر کند. این امر تا حدی از مداخله دولت در انتخاب اعضای اتاق بازرگانی جلوگیری می‌کرد.
سال‌های ملی شدن صنعت نفت (۱۳۲۶–۱۳۲۹) دورانی پرتلاطم برای اتاق تهران بود. مصدق در دوره چهاردهم مجلس شورای ملی به واگذاری امتیاز پارچه به گروهی از تاجران متنفذ اعتراض و از وزارت امور اقتصادی و دارایی انتقاد کرد. هیئت رئیسه اتاق بازرگانی تهران از عملکرد دولت جانبداری کرد، اما بازاریان سطح متوسط به حمایت از محمد مصدق برخاستند و در سال ۱۹۴۹ زمینه ایجاد ائتلاف سیاسی جبهه ملی ایران با کمک بازاریان سطح متوسط، روشنفکران و دانشجویان غیر کمونیست فراهم شد. او پس از انتخاب به سمت نخست‌وزیری، به انحصار صادرات و واردات در دست تعداد معدودی از بازرگانان و اعضای هیئت رئیسه اتاق با استفاده از رانت دولتی اعتراض کرد و همین امر موقعیت او را در میان بازاریان تثبیت کرد.
با پایان مدت قانونی دوره چهارم اتاق در ۱۸ فروردین ۱۳۳۰، دولت محمد مصدق موضوع برگزاری انتخابات دوره بعدی اتاق را رد کرد. یک سال بعد، محمد مصدق با استفاده از اختیارات تام خود، لایحه قانونی افزایش نمایندگان اتاق تهران از ۱۵ نفر به ۳۰ نفر را تهیه کرد.

### اتاق صنایع و معادن ایران

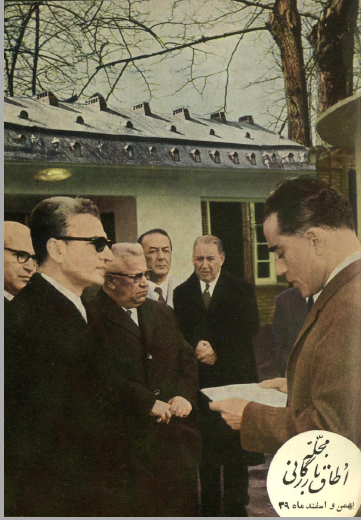
طاهر ضیایی، وزیر صنایع و معادن در حال ارائه گزارش به محمدرضا پهلوی، از سمت چپ به ترتیب جعفر شریف‌امامی، علی‌اکبر ضرغام و علی وکیلی، رئیس اتاق بازرگانی تهران

در سال ۱۳۴۰ گروهی از صاحبان صنایع از علی امینی، تأسیس اتاق صنایع و معادن را درخواست کردند. درنهایت با تلاش‌های طاهر ضیایی، در مهر ۱۳۴۱ این درخواست به تصویب رسید و در همان سال اتاق صنایع و معادن تأسیس شد و سی نفر از صاحبان صنایع و معادن به ریاست جعفر شریف‌امامی اداره آن را در دست گرفتند. شریف‌امامی در سال ۱۳۴۶ از ریاست اتاق استعفا داد و طاهر ضیایی جانشین وی شد. از سال ۱۳۴۱ تا ۱۳۴۸ اتاق بازرگانی تهران و اتاق صنایع و معادن به‌طور مستقل کار می‌کردند. در سال ۱۳۴۸ قانون ادغام این دو اتاق به تصویب رسید و در بهمن ۱۳۴۸ اتاق بازرگانی تهران و اتاق صنایع و معادن با هم ادغام شدند و اتاق بازرگانی، صنایع و معادن ایران تأسیس شد. در این دوره اتاق بازرگانی تهران فعال‌ترین شعبه اتاق بازرگانی، صنایع و معادن ایران است.

## ساختار

### ساختار اتاق پیش از انقلاب
لایحه تشکیلات و وظایف اتاق‌های تجارت در دوره هفتم مجلس در سال ۱۳۰۹ به مجلس داده شد و به تصویب رسید.
«طبق قانون اتاق‌های بازرگانی، مقرر است که در هر ۳ سال یک‌بار انتخابات اتاق‌های بازرگانی تجدید گردیده و نمایندگانی از طرف بازرگانان محلی برای اتاق بازرگانی انتخاب شوند. تعداد این نمایندگان که باید آقایان بازرگانان انتخاب نمایند مساوی ۳ برابر عده معینه نمایندگان اتاق بازرگانی است که از بین این عده یک سوم از نمایندگان منتخبه از طرف دولت و به موجب تصویب‌نامه هیئت‌وزیران انتخاب و به کارمندی اتاق بازرگانی تعیین می‌شوند. درحقیقت انتخابات اتاق‌های بازرگانی ایران بر طبق قانون دو درجه است که درجه نخست را بازرگانان انتخاب و درجه دوم را دولت از بین منتخبان انتخاب می‌نماید و همچنین بر طبق قانون در آخر هر سال یک‌سوم از منتخبان و کارمندان اتاق‌های بازرگانی به حکم قرعه از کارمندان اتاق برکنار و به جای آن‌ها مطابق نظر دولت از منتخبان درجه بعدی که دارای آراء زیادی هستند منصوب و انتخاب می‌شوند و دولت حق دارد کارمندی را که به حکم قرعه خارج شده است نیز مجدداً انتخاب و به کارمندی اتاق منصوب نماید.» 
در ابتدای تشکیل اتاق تجارت، دوره‌های آن ۳ساله بود و تعداد ۴۵ نفر به هیئت‌دولت پیشنهاد می‌شد تا از بین آن‌ها، ۱۵ نفر از اعضای اتاق انتخاب و تأیید شوند. در سال ۱۳۲۱ خورشیدی قانون جدید تشکیل اتاق بازرگانی به‌تصویب رسید که مقرر می‌کرد انتخابات اتاق بازرگانی یک‌مرحله‌ای باشد. این امر از مداخله دولت در انتخاب اعضای اتاق بازرگانی ممانعت به‌عمل‌می‌آوُرد. طبق این قانون ۲۵ نفر از منتخبان اتاق بازرگانی تهران که حائز اکثریت آراء و واجد شرایط بودند انتخاب می‌شدند و هیئت‌رئیسه اتاق شامل رئیس، نایب‌رئیس، منشی و خزانه‌دار شکل می‌گرفت.
در قانون ادغام اتاق‌ها، هیئت نمایندگان اتاق ایران ۷۲ نفر پیش‌بینی شده بود که ۳۵ نفر نماینده شعبه تهران، ۲۰نفر نماینده شعبه‌های شهرستان و ۱۷ نفر نماینده اتحادیه سندیکاهای تولیدکنندگان و صادرکنندگان و واردکنندگان وابسته به اتاق بودند. اتاق بازرگانی تهران تا روزهای ابتدایی انقلاب با همین روال به کار خود ادامه می‌داد و نقش مؤثری نیز در فرایندهای تصویب و اجرای قوانین و حتی تدوین برنامه‌های توسعه‌ای داشت.

### ساختار اتاق پس از انقلاب
هیئت نمایندگان اتاق تهران هر ۴ سال یکبار با رأی اعضا (دارندگان کارت بازرگانی یا عضویت اعم از حقیقی و حقوقی) برگزار می‌شود. در سال‌های بعد از انقلاب اسلامی تاکنون ۱۰ دوره انتخابات برگزار شده است. در جریان انتخابات ۴۰ نفر نماینده بخش خصوصی (۱۶ نفر نماینده بخش بازرگانی، ۱۴ نفر نماینده بخش صنعت، ۴ نفر نماینده بخش معدن و ۶ نفر نماینده بخش کشاورزی) با رأی‌گیری انتخاب می‌شوند. همچنین برای تعامل بیشتر فعالان بخش خصوصی با دولت به این جمع انتخابی در هر دوره ۲۰ نماینده از سوی دولت (وزارتخانه‌های صنعت، معدن، تجارت، وزارت امور اقتصادی و دارایی و وزارت جهاد کشاورزی) هم اضافه می‌شوند که در مجموع ۶۰ عضو هیئت نمایندگان اتاق بازرگانی، صنایع، معادن و کشاورزی تهران را تشکیل می‌دهند. هیئت نمایندگان در هر دوره ۵ عضو را به عنوان اعضای هیئت‌رئیسه انتخاب کرده و ریاست اتاق بازرگانی، صنایع، معادن و کشاورزی تهران هم با رأی اعضا انتخاب می‌شود.

### کمیسیون‌های تخصصی و مشورتی
اتاق تهران برای پیشبرد اهداف خود و به عنوان تشکل و پارلمان بخش خصوصی در حال حاضر دارای ۹ کمیسیون تخصصی و مشورتی شامل: «اقتصاد سلامت»، «اقتصاد نوآوری و تحول دیجیتال»، «انرژی و محیط زیست»، «بازار پول و سرمایه»، «بهبود محیط کسب‌وکار و رفع موانع تولید»، «تسهیل تجارت و توسعه صادرات»، «حمایت قضایی و مبارزه با فساد» «صنعت، معدن» و «کشاورزی و صنایع تبدیلی» است. هر کدام از اعضای هیئت نمایندگان اتاق تهران در دو کمیسیون عضو هستند و نمایندگان تشکل‌های بخش خصوصی نیز در این کمیسیون‌ها حضور دارند و در هر جلسه از کارشناسان و نمایندگان وزارتخانه‌ها، سازمان‌ها و نهادهای دولتی هم برای حضور دعوت می‌شود. کمیسیون‌های تخصصی و مشورتی اتاق تهران هر دو هفته یکبار تشکیل جلسه داده و به‌طور تخصصی موضوعات و مسائل مربوط به حوزه تحت پوشش خود را بررسی می‌کنند و نظرات تخصصی و کارشناسی‌شده بخش خصوصی را به قوای سه‌گانه و نهادهای سیاست‌گذار و مجری اعلام می‌کنند. کمیسیون‌های تخصصی و مشورتی در واقع نقش نظارتی و مطالبه‌گری دارند و به نمایندگی از بخش خصوصی چالش‌های این بخش و اقتصاد ایران را بررسی کرده و راهکارهایی برای حل مشکلات ارائه می‌دهند. کمیسیون‌های تخصصی و مشورتی اتاق تهران در سال ۱۴۰۰، ۱۲۱ جلسه رسمی (به صورت حضوری و آنلاین به دلیل کرونا) برگزار کرده و در زیرمجموعه فعالیت کمیسیون‌ها ۳۰ جلسه با عنوان کارگروه‌های تخصصی برگزار شده است.

## هیئت‌رئیسه ادوار اتاق بازرگانی تهران

### دوره پهلوی اول
محمدحسن امین‌الضرب با تأسیس مجلس وکلای تجار در سال ۱۲۶۳ شمسی نهادی نوپا را در جهت حمایت از بازرگانان ایجاد کرد، اما این تلاش‌ها درنهایت تا اوایل دوران پهلوی مسکوت ماند. با آغاز سلطنت رضاشاه نظم نوینی در حال شکل‌گیری بود که اصلاحات اجتماعی، فرهنگی و اقتصادی مختلفی را در پی داشت. اتاق تجارت در  روز ۱۶ مهر ۱۳۰۵ شمسی آغاز به فعالیت کرد و اولین جلسه آن، به ریاست محمدحسین امین‌الضرب در روز سه‌شنبه ۲۶ اسفند ۱۳۰۹ تشکیل شد. از تصمیمات مهم آن، تنظیم نظام‌نامه اتاق بود. مهم‌ترین قانون اقتصادی که در این دوران تصویب شد، قانون انحصار تجارت خارجی بود که در سال ۱۳۰۹ به تصویب مجلس رسید و نارضایتی بسیاری از تجار را در پی داشت و بسیاری از جلسات اتاق به این موضوع اختصاص می‌یافت. طبق این قانون، تجارت خارجی ایران در دست دولت قرار گرفت و حق واردات و صادرات کالاها و محصولات در انحصار دولت بود.

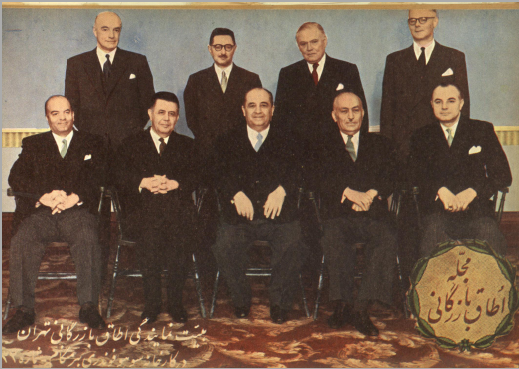
هیئت نمایندگی اتاق بازرگانی در کارخانه ایوری بیرمنگام، به ترتیب نشسته از سمت راست، محمد خسروشاهی، احمد اخوان، عبدالحسین نیک‌پور، مهدی نمازی، فرهودی

امین‌الضرب تا ۱۳۱۱ ریاست اتاق را برعهده داشت و بعد از درگذشت او، حبیب‌الله امین‌التجار اصفهانی تا سال ۱۳۱۲ رئیس اتاق بود.
در اسفند ۱۳۱۲ دوره فعالیت ۳‌ساله اتاق تجارت تهران خاتمه یافت و انتخابات جدید برگزار شد و ریاست اتاق به عبدالحسین نیک‌پور رسید. عبدالحسین نیک‌پور دوران ریاست طولانی خود را (از سال ۱۳۱۳ تا ۱۳۳۵) با فراز و نشیب آغاز کرد. در دوران ریاست عبدالحسین نیک‌پور، اتاق تجار بار دیگر نام خود را تغییر داد و براساس عرف بین‌المللی، عنوان اتاق بازرگانی برای آن انتخاب شد.
اتاق بازرگانی در دوره دوم (۱۳۱۱ تا ۱۳۲۰) قدرتش کاهش‌یافت و حتی در تنظیم روابط درونی تجار و تأمین مالی اتاق از طریق مالیات‌های اعضاء ناتوان بود و دخالت‌های دولت نیز استقلال تجار را مخدوش می‌کرد. تجارت کشور در این دوران به تمرکزگرایی بیشتر سوق پیدا کرد و قدرت شرکت‌های سهامی خصوصی و دولتی بر قدرت تجار منفرد پیشی گرفت.

### از سقوطرضاشاهتاکودتای ۲۸ مرداد ۱۳۳۲
پس از خروج رضاشاه از کشور، در انتخابات دور جدیدی که در سال ۱۳۲۱ صورت گرفت محمدرضا خرازی، بیشترین رأی را کسب کرد، اما با ائتلاف دو جبهه مخالف وی در درون اتاق، ریاست اتاق مجدداً به عبدالحسین نیک‌پور رسید و خرازی معاونت او را برعهده گرفت.
در دوره ریاست عبدالحسین نیک‌پور اتاق دارای قدرت بود و می‌توانست وزرای مربوط را احضار کند، اما به‌تدریج که دولت‌ها قوی‌تر می‌شدند، اتاق ضعیف می‌شد.
از تصمیمات مهم در دوره ریاست عبدالحسین نیک‌پور بر اتاق، می‌توان به تشکیل بنگاه خیریه بازرگانان، احداث بیمارستان بازرگانان، تشکیل اتحادیه بازرگانان و اتحادیه اصناف بازار تهران برای بهبود اوضاع اقتصادی کشور و انجام امور خیریه و رفع اختلافات صنفی و تجاری و… اشاره نمود.

### از کودتا تا انقلاب اسلامی

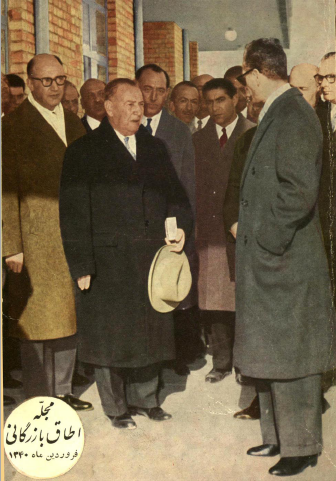
محمدرضا پهلوی و علی وکیلی، رئیس اتاق بازرگانی تهران

با وقوع کودتای ۲۸ مرداد ۱۳۳۲، دولت محمد مصدق سرنگون شد و اداره امور بیش از پیش در دستان محمدرضا شاه متمرکز گردید. در دوران حکومن مصدق اتاق بازرگانی تشکیل نشد و اتحادیه بازرگانان به عنوان تشکل بازرگانان عمل می‌کرد.
در این دوره عبدالحسین نیک‌پور به نمایندگی مجلس سنا انتخاب شد و توانست از جایگاه خود برای افزایش یا حمایت از منافع تجار مرفه و چالش با مقامات دولتی استفاده کند، بنابراین تا پایان سال ۱۳۳۴ اتاق بازرگانی توانست استقلال بیشتری نسبت به سال‌های قبل پیدا کند.
در سال ۱۳۳۵ ریاست عبدالحسین نیک‌پور بر اتاق به پایان رسید و عمر کوتاه ریاست ابوالحسن صادقی بر اتاق بازرگانی فرارسید، اما ابوالحسن صادقی یک‌سال بعد در زمان مراسم افتتاح فروشگاه فردوسی سکته کرد و درگذشت.
در سال ۱۳۳۶ اکبر لاجوردیان جایگزین برادرزاده‌اش قاسم لاجوردی در اتاق بازرگانی شد و توانست با همراهی چندتن از اعضای جوان اتاق ازجمله علی اکبر محلوجی، محمد خسروشاهی و علی خویی ریاست اتاق را ازحالت انحصاری خارج کند. درابتدای همین‌سال اتاق بازرگانی تصمیم‌گرفت باشگاهی به‌نام «باشگاه بازرگانان» تأسیس‌کند و کتابخانه اتاق بازرگانی را نیز در این‌محل دایر کند. پس از ابوالحسن صادقی، محمدرضا خرازی سرپرستی اتاق را برعهده‌گرفت، اما بعلت مخالفت دولت با محمدرضا خرازی، ریاست اتاق به علی وکیلی رسید. علی وکیلی با دولت سازش بیشتری داشت و این منجر به چرخش اتاق از استقلال به وابستگی بیشتر به دولت گردید. البته علی وکیلی تحصیل‌کرده در اروپا و خوش‌فکر بود و بسیاری از کارهای ابداعی-اقتصادی در زمان او صورت گرفت. از جمله اقدامات دوره علی وکیلی می‌توان به تشکیل دبیرخانه اتاق بازرگانی بین‌المللی و تأسیس مرکز اسلامی هامبورگ، گسترش شرکت‌های سهامی و تأسیس مؤسسه اعتباری دانشگاه (ماد) اشاره کرد.
با برکناری علی امینی و برنامه اصلاحات ارضی و انقلاب سفید، رفته‌رفته دولت تسلط بیشتری بر امور پیدا کرد و به همین میزان از قدرت نهادهای مدنی کاسته‌شد. بعد از بیماری علی وکیلی و کناره‌گیری وی از اتاق، محمد خسروشاهی با حمایت دولت به ریاست اتاق بازرگانی تهران رسید. یکی از فعالیت‌ها در دوران محمد خسروشاهی تشکیل فدراسیون اتاق‌های بازرگانی سراسر کشور بود که فعالیت‌های بین‌المللی اتاق تهران به این فدراسیون محوّل شد.
در اولین انتخابات اتاق بازرگانی تهران که پس از ادغام برگزار شد، علی اکبر محلوجی به ریاست اتاق بازرگانی برگزیده شد و از سال ۱۳۴۹ تا ۱۳۵۳ به مدت ۱ دوره ریاست اتاق بازرگانی را برعهده داشت. پس از آن انتخابات هیئت نمایندگان اتاق بازرگانی تهران در ۲۶ بهمن ۱۳۵۳ برگزار شد و عنایت بهبهانی به ریاست اتاق بازرگانی انتخاب شد. عنایت بهبهانی در اردیبشهت ۱۳۵۷ از مقام ریاست اتاق استعفا داد و چندماه پایانی تا پیروزی انقلاب اسلامی، طاهر ضیایی بصورت همزمان ریاست دو اتاق بازرگانی تهران و اتاق بازرگانی ایران را برعهده داشت.

### بعد از انقلاب اسلامی
بعد از پیروزی انقلاب اسلامی، سید علینقی خاموشی در اولین انتخابات اتاق‌های بازرگانی به عنوان رئیس اتاق بازرگانی تهران و ایران انتخاب شد و این دو اتاق بازرگانی که کاملاً در هم ادغام و ممزوج شده بودند با هیئت‌رئیسه‌ای، که غالب اعضایش مشترک بودند، ادامه حیات دادند. سید علینقی خاموشی تا پنجمین دوره انتخابات هیئت نمایندگان اتاق‌های بازرگانی در کسوت ریاست اتاق بازرگانی تهران باقی ماند تا اینکه در این انتخابات اسفند ۱۳۸۱، گروهی موسوم به تحول‌خواهان در هیئت‌رئیسه اتاق تهران اکثریت صندلی‌ها را در اختیار گرفتند و حکم به ریاست محمدرضا بهزادیان دادند و در انتخابات دور پنجم بهزادیان پیروز شد.
با حضور محمدرضا بهزادیان و اقدامات آتی او در جهت تفکیک اتاق بازرگانی تهران و نیز ارکان مالی آن، منازعات اتاق‌های بازرگانی تهران و ایران گسترش یافت و در جایگاه مقابل، سید علینقی خاموشی نیز با اخذ رأی مثبت هیئت‌نمایندگان توانست موجبات استیضاح محمدرضا بهزادیان و هیئت‌رئیسه اتاق بازرگانی تهران را فراهم نماید.
با عزل محمدرضا بهزادیان و جایگزینی محمد نهاوندیان، وی توانست در دوران کوتاه یک‌ساله ریاست بر اتاق بازرگانی تهران، خود را به‌عنوان اقتصادخوانده‌ای با مشی دیپلماتیک و قدرت چانه‌زنی نشان دهد و با همین روند در انتخابات ششمین دوره هیئت نمایندگان اتاق‌های بازرگانی شرکت کند و با کسب ۱۶۵ رأی از هیئت نمایندگان اتاق  بازرگانی ایران بر مسند ریاست این اتاق بازرگانی بنشیند. صندلی ریاست اتاق بازرگانی تهران نیز در انتخابات ششم به یحیی آل‌اسحاق رسید.
یحیی آل‌اسحاق را باید احیاگر اتاق بازرگانی در دهه هفتاد دانست. او زمانی که وزیر بازرگانی بود، همگام با سیاست توسعه اقتصادی اکبر هاشمی رفسنجانی، به اتاق بازرگانی و مدیران آن، میدان وسیعی داد و آن‌ها را در تصمیم‌گیری‌ها به بازی گرفت. یحیی آل‌اسحاق که از ابتدای سال ۱۳۸۶ ریاست اتاق بازرگانی تهران را برعهده گرفت، تلاش زیادی برای رایزنی و مذاکره با مقامات دولتی در جهت مطرح کردن اتاق بازرگانی و استفاده از مشاوره‌های این اتاق در تصمیم‌گیری داشت. نمونه این تلاش‌ها نیز اوج گرفتن نشست‌های صبحانه با مسئولان در دوران ریاست آل‌اسحاق بوده است.
مسعود خوانساری از سال ۱۳۹۴ (دوره هشتم) ریاست اتاق بازرگانی را برعهده داشته است. در این دوره فعالیت‌های اجتماعی اتاق بازرگانی تهران گسترش بیشتری یافت که می‌توان به فعالیت‌های درمانی، خیریه و حمایت از کسب‌وکارهای نوین اشاره کرد. یکی از ابتکارات اتاق بازرگانی، صنایع، معادن و کشاورزی تهران در این دوره، برگزاری مراسم نشان امین‌الضرب است که این نشان به کارآفرینان و پیشکسوتان نمونه تعلق می‌گیرد.
در دوره دهم انتخابات اتاق بازرگانی تهران، محمود نجفی عرب به ریاست اتاق بازرگانی تهران انتخاب شد.

## رؤسای اتاق بازرگانی تهران

### رؤسای اتاق پیش از انقلاب
| ردیف | نگاره | نام                 | آغاز ریاست | پایان ریاست | مدت ریاست | اقدامات |
| ---- | ----- | ------------------- | ---------- | ----------- | --------- | --- |
| ۱.   |       | محمدحسین امین الضرب | ۱۳۰۵       | ۱۳۱۱        | ۷ سال     | - تصویب لایحه برداشتن عوارض تحمیلی از کالاهای صادراتی -انتشار مجله تجارت - به‌تصویب رساندن قانون تشکیل اتاق‌های تجارت |
| ۲.   |       | حبیب‌الله امین‌التجار | ۱۳۱۱       | ۱۳۱۲        | ۱ سال     | - برگزاری کنفرانس اتاق‌های تجارت |
| ۳.   |       | عبدالحسین نیک‌پور    | ۱۳۱۲       | ۱۳۳۵        | ۲۳ سال    | - انحلال اتاق‌های تجارت پیشین و تعیین ۱۶ منطقه تجاری - بازگشایی اتاق تجارت ایران و آلمان - تک‌مرحله‌ای شدن انتخابات اتاق بازرگانی - تأسیس اتحادیه بازرگانان - تأسیس اتحادیه اصناف بازار تهران - تشکیل بنگاه خیریه بازرگانان - احداث بیمارستان بازرگانان - راه‌اندازی یک مجله به زبان انگلیسی سال ۱۳۲۶ - تصویب اعتبار مخصوص از درآمدهای اتاق تهران برای کمک به بودجه اتاق‌های بازرگانی شهرستان‌ها                                            |
| ۴.   |       | ابوالحسن صادقی      | ۱۳۳۶       | ۱۳۳۷        | ۱ سال     | - حمایت از آزادی تجارت - تأسیس کتابخانه بازرگانی |
| ۵.   |       | علی وکیلی           | ۱۳۳۷       | ۱۳۴۱        | ۵ سال     | - تأسیس اتاق‌های بازرگانی شهرستان‌ها - انتشار مجله جدید در اتاق تهران (۱۴ خرداد ۱۳۳۷) - انتشار کتابی حاوی کلیه قوانین و مقررات، آئین‌نامه‌ها، تصویب‌نامه‌ها و دستورالعمل‌های مالیاتی از سال ۱۳۳۵ تا ۱۳۳۷ - کمک به ساخت مسجد ایرانیان با نام مرکز اسلامی هامبورگ - حضور بانوان بازرگان در انتخابات اتاق (۳ بهمن ۱۳۴۲) - تأسیس دانشکده بازرگانی - تشکیل کمیته ملی ایرانی وابسته به اتاق بازرگانی بین‌المللی - تأسیس مؤسسه اعتباری دانشگاه (ماد) |
| ۶.   |       | جعفر شریف‌امامی      | ۱۳۴۱       | ۱۳۴۶        | ۵ سال     | - تصویب قانون ایجاد اتاق صنایع و معادن در مجلس -استقلال اتاق صنایع و معادن |
| ۷.   |       | محمد خسروشاهی       | ۱۳۴۲       | ۱۳۴۸        | ۶ سال     | - تأسیس اولین شرکت سهامی کشتی‌رانی ملی با حضور بازرگانان (۱۸ آذر ۱۳۴۳) - تشکیل کمیسیون برای بررسی سرمایه‌های کوچک و سرگردان (فروردین ۱۳۴۴) - اعزام هیئت اقتصادی به کشورهای عربی و حاشیه خلیج فارس (۱۳۴۵) - برگزاری کنفرانس اتاق‌های بازرگانی |
| ۸.   |       | طاهر ضیائی          | ۱۳۴۸       | ۱۳۵۷        | ۱۱ سال    | - برگزاری سمینار کنترل کیفی محصولات صنعتی - ادغام دو اتاق بازرگانی و اتاق صنایع و معادن - آغاز فعالیت شرکت اطلاعات اعتباری - آغاز فعالیت اتاق بازرگانی ایران و انگلیس |
| ۹.   |       | علی اکبر محلوجی     | ۱۳۴۹       | ۱۳۵۳        | ۴ سال     | - در ۲۶ بهمن ۱۳۵۳ به سبب بیماری از ریاست اتاق تهران کناره گرفت. |
| ۱۰.  | jpg   | عنایت بهبهانی       | ۱۳۵۴       | ۱۳۵۷        | ۳ سال     | - افزایش شصت درصدی صدور کارت بازرگانی |

### رؤسای اتاق پس از انقلاب
| ردیف | نگاره | نام              | تحصیلات                                             | آغاز ریاست | پایان ریاست | مدت ریاست | اقدامات |
| ---- | ----- | ---------------- | --------------------------------------------------- | ---------- | ----------- | --------- | --- |
| ۱.   |       | علینقی خاموشی    | کارشناسی صنایع نساجی از کالج بلک‌برن                 | ۱۳۵۸       | ۱۳۸۱        | ۲۳سال     | - شکل‌گیری کمیته تهیه و توزیع کالاها -جلوگیری از تعطیل شدن اتاق بازرگانی - شکل‌گیری حدود ۲۰ اتاق‌های مشترک با کشورهای دیگر - راه‌اندازی اتاق ایران و انگلیس |
| ۲.   |       | محمدرضا بهزادیان | کارشناسی ارشد صنایع نساجی از دانشگاه صنعتی امیرکبیر | ۱۳۸۱       | ۱۳۸۴        | ۳ سال     | - جدا کردن اتاق تهران از اتاق ایران و تفکیک مالی و مکانی دو اتاق - کاهش مدت زمان صدور و تمدید کارت بازرگانی |
| ۳.   |       | محمد نهاوندیان   | دکترای اقتصاد از دانشگاه جرج واشینگتن               | ۱۳۸۴       | ۱۳۸۵        | ۱ سال     | - عضویت در هیئت اجرائی فدراسیون اتاق‌های جهان - الکترونیکی کردن صدور کارت بازرگانی - تصویب قانون بهبود مستمر قانون کار در مجلس شورای اسلامی |
| ۴.   |       | یحیی آل اسحاق    | دکترای مدیریت استراتژیک                             | ۱۳۸۵       | ۱۳۹۴        | ۹ سال     | - تقویت روابط دیپلماتیک در شرایط تحریم - تقویت روابط اتاق تهران با حاکمیت - اصلاح ساختار اتاق تهران - برگزاری جلسات صبحانه با مسئولان - ایجاد شورای اقتصادی و شورای بین‌الملل در اتاق تهران - تشکیل کمیسیون فضای کسب‌وکار کارآفرینی |
| ۵.   |       | مسعود خوانساری   | کارشناسی ارشد مهندسی برنامه‌ریزی سیستم‌های اقتصادی    | ۱۳۹۴       | ۱۴۰۱        | ۸ سال     | - تقویت فعالیت اتاق در حوزه مسئولیت اجتماعی - تأسیس بنیاد خیریه نیکوکاری بازرگانان در اتاق تهران - تقویت و بازسازی بیمارستان بازرگانان - به عضویت درآمدن اتاق در کمیسیون حقوق تجارت بین‌الملل سازمان ملل متحد (آنسیترال) - الکترونیک کردن روند صدور گواهی مبدأ - برگزاری جایزه نشان امین‌الضرب - علمی کردن پژوهش‌ها و تحقیقات اتاق تهران - راه‌اندازی مرکز اسناد دیجیتال اتاق بازرگانی تهران |
| ۶.   |       | محمود نجفی عرب   | دکترای داروسازی                                     | ۱۴۰۲       | ...         |           | |

## جداول ادوار، رؤسا و اعضاء هیئت‌رئیسه

### اسامی هیئت‌رئیسه اتاق پیش از انقلاب
| دوره قاجار     |                 |                                                         | | |
| نخست           | ۱۴ مرداد ۱۲۶۳   | محمدحسن امین‌الضرب                                       | هیئت‌رئیسه: عبدالباقی، آقا محمدامین، حاجی علی‌اکبر، حاج حسن، حاج محمد حسین، حاج ملاحسین، حاج علی‌اکبر دهدشتی، حاج محمدحسین کاشانی، سید خلف، حاج محمدحسین عمو، حاج ابراهیم، حاج عبدالرزاق، حاج ابوالفتح و حاج محمدجعفر                         | اعلام تشکیل مجلس وکلای تجار |
| دوره پهلوی اول |                 |                                                         | | |
| اول            | ۳۰ آذر ۱۳۰۵     | محمدحسین امین‌الضرب                                      | نواب رئیس: حاج میرزا ابوطالب اسلامیه و سرهنگ رضاقلی امیرخسروی منشی: غلامحسین کاشف و سپهر مخبر: عبدالحسین نیک‌پور خزانه‌دار: علی وکیلی | نخستین جلسه اتاق تجارت تهران |
| دوم            | ۲۶ اسفند ۱۳۰۹   | محمدحسین امین‌الضرب حبیب‌الله امین‌التجار عبدالحسین نیک‌پور | هیئت‌رئیسه: غلامحسین کاشف، حاج محمدحسین بلورفروشان، حاج میرزا علی‌محمد محلوجی | |
| سوم            | ۳۰ فرودین ۱۳۱۳  | عبدالحسین نیک‌پور                                        | نایب‌رئیس: غلامحسین کاشف منشی: احمد اخوان خزانه‌دار: رضا بوشهری | |
| چهارم          | ۶ تیر ۱۳۱۶      | عبدالحسین نیک‌پور                                        | نایب‌رئیس: علی وکیلی منشی: احمد اخوان خزانه‌دار: عبدالرزاق قاضی‌زاده | |
| دوره پهلوی دوم |                 |                                                         | | |
| اول            | ۱۵ مهر ۱۳۲۱     | عبدالحسین نیک‌پور                                        | نایب‌رئیس: عیسی کورس منشی: احمد اخوان و حسن کاشانیان خزانه‌دار: عبدالرزاق قاضی‌زاده | |
| دوم            | ۲ آبان ۱۳۲۳     | عبدالحسین نیک‌پور                                        | نایب‌رئیس: عیسی کورس و احمد اخوان منشی: غلامحسین کاشف و حسن کاشانیان | |
| سوم            | ۱۷ آبان ۱۳۲۵    | عبدالحسین نیک‌پور                                        | نایب‌رئیس: علی وکیلی و محمدرضا خرازی | |
| چهارم          | ۲۱ فروردین ۱۳۲۸ | عبدالحسین نیک‌پور                                        | نایب‌رئیس: علی وکیلی و محمدرضا خرازی | |
| پنجم           | ۵ اسفند ۱۳۳۳    | عبدالحسین نیک‌پور، ابوالحسن صادقی                        | نایب‌رئیس: علی وکیلی، محمدرضا خرازی منشی: احمد جلیل‌زاده خزانه‌دار: حسن هاشمی دبیرکل: حسین فرهودی | |
| ششم            | ۸ اسفند ۱۳۳۶    | ابوالحسن صادقی، علی وکیلی                               | نایب‌رئیس: محمدمهدی لاری و محمدجواد حریری منشی: علی‌اکبر خسروشاهی، کاظم کورس دبیرکل: حسین فرهودی | |
| هفتم           | ۲۴ اسفند ۱۳۳۹   | علی وکیلی                                               | نایب‌رئیس: محمدمهدی لاری و محمدجواد حریری دبیران: علی‌اکبر خسروشاهی، کاظم کورس | |
| هشتم           | ۲۲ اسفند ۱۳۴۲   | علی وکیلی، محمد خسروشاهی                                | نایب‌رئیس: علی اکبر محلوجی و کاظم کورس- علی اکبر محلوجی و هوشنگ انصاری دبیر و خزانه‌دار دوره وکیلی: علی‌اصغر پیرزاد و علی رحیم‌زاده خویی دبیر: قاسم هاشمی عضو هیئت‌رئیسه: رضا حکیم‌زاده                                                          | |
| نهم            | ۲۷ اسفند ۱۳۴۷   | محمد خسروشاهی                                           | نایب‌رئیس: علی اکبر محلوجی و محمود دهدشتی دبیر: علی‌محمد بنکدارپور خزانه‌دار: اکبر لاجوردیان از سال سوم به بعد نایب‌رئیس: علی اکبر محلوجی، علی رضایی و محمود دهدشتی دبیران هیئت‌رئیسه: عنایت بهبهانی و عبدالله خویی خزانه‌دار: علی‌محمد بنکدارپور | |
| دهم            | ۲۰ اسفند ۱۳۵۲   | محمد خسروشاهی، علی اکبر محلوجی، عنایت بهبهانی           | نایب‌رئیس اول: محمدابراهیم نیک‌پور نایب‌رئیس دوم: اکبر لاجوردیان خزانه‌دار: علی کوچکعلی دبیر: مهین افشار (آمنه ملکی) دبیر از سال دوم: حسن متین                                                                                                 | از این تاریخ به بعد اتاق بازرگانی تهران به صورت شعبه‌ای از اتاق بازرگانی، صنایع و معادن ایران درمی‌آید.                                        |
| یازدهم         | ۲۵ فروردین ۱۳۵۴ | عنایت بهبهانی                                           | نایب‌رئیس: اکبر لاجوردیان، مهین افشار (آمنه ملکی) دبیر هیئت‌رئیسه: علی توکلیان خزانه‌دار: علی کوچکعلی‌زاده | در ۴ اردیبهشت ۱۳۵۷ عنایت بهبهانی از ریاست اتاق تهران استعفا داد و از این تاریخ به بعد طاهر ضیایی با حفظ سمت ریاست اتاق تهران را برعهده گرفت. |

### اسامی هیئت‌رئیسه اتاق پس از انقلاب
| دوره جمهوری اسلامی |               |                                  | | |
| اول |               | علینقی خاموشی                    | | |
| شرایط سخت کشور ایران در سال‌های پس از پیروزی انقلاب سال ۱۳۵۷، اعم از ترورها، تغییر دولت‌ها و ماه‌های نخست آغاز حملهٔ صدام حسین به ایران، از مهم‌ترین اتفاقات دوره نخست است. اعضای دوره نخست اتاق بازرگانی نقش مهمی در پیشبرد اقتصاد نوپای نظام جمهوری اسلامی ایران داشتند. نقش اتاق بازرگانی در تأمین سلاح و کالاهای موردنیاز مردم در این دوره بسیار مهم و بی‌بدیل بود. دولت وقت به‌رغم اینکه اعتقاد زیادی به تفکر انحصارگرایی داشت و اهمیت زیادی به بخش خصوصی نمی‌داد ولی رابطه خوبی با تجار و بازرگانان و اتاق بازرگانی داشت. |               |                                  | | |
| دوم |               | علینقی خاموشی                    | | |
| سوم |               | علینقی خاموشی                    | | |
| چهارم |               | علینقی خاموشی                    | | |
| پنجم | ۲۵ اسفند ۱۳۸۱ | محمدرضا بهزادیان- محمد نهاوندیان | هیئت‌رئیسه دوره بهزادیان: نایب‌رئیس اول: جمشید عدالتیان نایب‌رئیس دوم: علاءالدین میرمحمدصادقی- هیئت‌رئیسه دوره نهاوندیان: شاهرخ ظهیری، علاءالدین میرمحمدصادقی خزانه‌دار: محمد مهدی رئیس‌زاده منشی: عباسعلی قصاعی‌زاده منشی دبیرکل دوره بهزادیان: محمدمهدی رئیس‌زاده - دبیرکل دوره نهاوندیان: محمدمهدی راسخ | در ۴ بهمن ۱۳۸۴ محمدرضا بهزادیان استیضاح و برکنار می‌شود و محمد نهاوندیان به ریاست اتاق را برعهده می‌گیرد. |
| ورود اصلاح‌طلبان به اتاق بازرگانی به حضور چند تن از اعضای آن‌ها انجامید. محمدرضا بهزادیان برای ریاست اتاق بازرگانی برنامه‌ریزی کرد و سرانجام موفق شد ۳ سال به‌عنوان رئیس اتاق بازرگانی تهران فعالیت کند. تعدد جناح‌های سیاسی در این دوره از انتخابات، به سیاسی شدن بیشتر اتاق بازرگانی انجامید که بسیاری از منتقدان، این دوره را، دوره جایگزینی سیاست به‌جای اقتصاد در اتاق بازرگانی می‌دانند. |               |                                  | | |
| ششم | ۲ اسفند ۱۳۸۵  | محمد نهاوندیان- یحیی آل‌اسحاق     | دبیرکل: محمدمهدی راسخ | |
| هفتم | ۴ اسفند ۱۳۸۹  | یحیی آل‌اسحاق                     | هیئت‌رئیسه: محمد صادق مفتح، علاءالدین میرمحمدصادقی خزانه‌دار: حمید حسینی منشی: محمدحسین برخوردار دبیرکل: محمدمهدی راسخ، احمد دوست‌حسینی و ابراهیم بهادرانی | |
| هشتم | ۱۸ اسفند ۱۳۹۳ | مسعود خوانساری                   | هیئت‌رئیسه: مهدی جهانگیری، علاءالدین میرمحمدصادقی، سیده فاطمه مقیمی خزانه‌دار: حامد واحدی دبیرکل: بهمن عشقی | |
| نهم | ۱۱ اسفند ۱۳۹۷ | مسعود خوانساری                   | نایب‌رئیس اول: علاءالدین میرمحمدصادقی، نایب‌رئیس دوم: محمد اتابک منشی: سیده فاطمه مقیمی خزانه‌دار: ناصر ریاحی دبیرکل: بهمن عشقی | |
| در دوره نهم فهرست ائتلاف برای فردا با بالاترین رای پیروز انتخابات نهمین دوره اتاق بازرگانی تهران شد و با رأی‌آوری ۴۰ کاندیدای موجود در لیستِ ائتلافش در انتخابات اتاق بازرگانی تهران پیروزی قاطعانه‌ای کسب کرد و هر ۴۰ کاندیدای این ائتلاف به اتاق بازرگانی تهران راه پیدا کردند. |               |                                  | | |
| دهم | ۷ خرداد ۱۴۰۲  | محمود نجفی عرب                   | نایب‌رئیس اول: مهدی صادقی نیارکی، نایب‌رئیس دوم: شهاب جوانمردی منشی: فرزین فردیس خزانه‌دار: عباس آرگون دبیرکل: بهمن عشقی، فریدون وردی‌نژاد | |

انتخابات دهمین دوره هیئت نمایندگان اتاق تهران در تاریخ شنبه ۲۰ اسفند ۱۴۰۱ در محل سالن A۳۸ نمایشگاه بین‌المللی تهران برگزار شد و در بخش بازرگانی عباس آرگون با ۹۵۳ رأی، بخش صنعت احمدرضا فرشچیان با ۹۸۹ رأی، بخش معدن فریال مستوفی با ۹۶۲ رأی و بخش کشاورزی نیز فرهاد آگاهی با ۹۵۲ رأی بیشترین را کسب کردند.
در انتخابات دهمین دوره، محمود نجفی عرب به ریاست اتاق بازرگانی برگزیده شد و سیدمهدی صادقی نیارکی، بعنوان نایب‌رئیس اول و شهاب جوانمردی بعنوان نایب‌رئیس دوم اتاق بازرگانی تهران برگزیده شدند. همچنین عباس آرگون، کرسی خزانه‌داری را به دست آورد. در حال حاضر، فریدون وردی‌نژاد دبیر کل اتاق تهران است.
نتایج اولیه انتخابات سراسر کشور: https://election.iccima.ir/

## لوگوی اتاق بازرگانی تهران

### تاریخچه
از آنجا که طراحی نشان‌واره تا میانهٔ دهه چهل در ایران به معنای امروزی آن رواج نداشت، در نشریه رسمی “اطاق تجارت طهران” برای اولین‌بار در آذر ۱۳۰۸ از نشان شیر و خورشید در بالای صفحه استفاده شده است. این نشریه به سیاق نخستین روزنامه‌ منتشرشده در ایران، یعنی روزنامه وقایع‌الاتفاقیه از نشان شیر و خورشید بهره گرفت. اما این نشان تنها در چند شماره ابتدایی مجله به کار‌گرفته‌شد و پس از چند شماره هیچ نشان یا اعلانی بر روی جلد مجله اطاق تجارت طهران درج‌نگردید. در برخی از شماره‌های مجله نیز از اِلِمان‌های تصویری مختلفی بهره‌گرفته‌شده‌است که در قالب لوگو نمی‌گنجند.

### لوگوی اطاق صنایع و معادن
در ابتدای دهه چهل بنا به درخواست تعدادی از بازرگانان اتاق صنایع و معادن ایران به‌تصویب دولت رسید و در کنار اتاق بازرگانی تهران به‌فعالیت پرداخت. اتاق صنایع لوگوی انحصاری خود را نیز بر روی مجله اطاق صنایع و معادن ایران درج نمود، که در آن از دودکش کارخانه و چرخ‌دنده بعنوان نماد صنعت بهره‌گرفته‌است. 

### لوگوی اطاق بازرگانی تهران
اطاق بازرگانی تهران نیز مصادف با جشن بیست‌و پنجمین سال سلطنت محمدرضاشاه در سال ۱۳۴۴ و در شماره آذر ۱۳۴۴ و دی ۱۳۴۴ مجله اطاق بازرگانی تهران از نشان‌واره و لوگوی جدید خود رونمایی کرد. این لوگو هنگام افتتاح نمایشگاه کالای ایرانی در ۸ آبان ۱۳۴۴، که در آن محمدرضا پهلوی جهت بازدید از پیشرفت‌های صنعتی و عمرانی حضور یافته است، بر سردر نمایشگاه تعبیه شده است.
از آنجا که مرتضی ممیز، پدر گرافیک نوین ایران، در دهه چهل با اتاق بازرگانی تهران همکاری داشته است، ممکن است در طراحی لوگوی این اتاق نقش داشته باشد. 
این لوگو ترکیبی از عناصر بصری گرافیک یعنی خط، نماد و شکل است که دایره‌ای حول محور نمادهای تجاری ترسیم کرده است. دایره‌ای که با خطوط فارسی و انگلیسی اطاق بازرگانی تهران ترسیم شده نمادی از اتحاد میان اجزایی است که در درون آن قرار دارد. در درون این دایره نمادهایی نظیر دودکش کارخانه، جرثقیل، سردر بازارهای سنتی ایران و وسیله نقلیه جهت حمل بار نقش شده است. دودکش در حال استخراج دود، نمادی از صنعت، جرثقیل در حال حمل بار نمادی از بازرگانی و سردربازار نمادی از تجارت و برگرفته از عنوان اتاق بازرگانی، صنایع، معادن و کشاورزی تهران است.

### لوگوی فعلی اتاق بازرگانی، صنایع، معادن و کشاورزی تهران
لوگوی فعلی اتاق بازرگانی تهران در سال ۱۳۴۹ و پس از تجمیع دوباره اطاق صنایع و معادن و اطاق بازرگانی تهران طراحی‌شده است.  در این لوگو از چندین نماد بهره‌گیری شده است. استفاده از نماد کشتی به تعداد ۱۲ تا در این لوگو مفهوم بازرگانی و صادرات و واردات را در ذهن بیننده تداعی می‌کند. همچنین عدد ۱۲، دربردارنده مفهوم دوازده ماه سال را دارد که نشانگر چرخش ایام و روزگار است.
در کنار هم قرار گرفتن نماد کشتی علاوه بر اینکه حالت چرخشی و دواری را ایجاد کرده در میانه تصویر نماد چرخ‌دنده را تداعی می‌کند که نشان‌دهنده چرخش صنعت و تحرک در اقتصاد و بازرگانی است.
رنگ آبی لوگو، مفهوم آب و کشاورزی را به ذهن بیننده متبادر می‌کند. استفاده از فونت فارسی و انگلیسی به صورت دوار نیز گردش اقتصاد، صنعت و کشاورزی را یادآوری می‌کند.

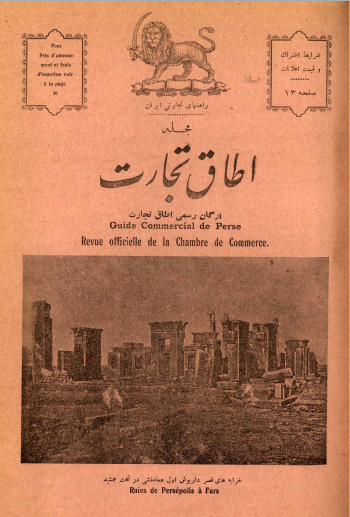
شیروخورشید اطاق تجارت
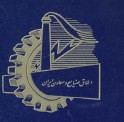
لوگوی اطاق صنایع و معادن
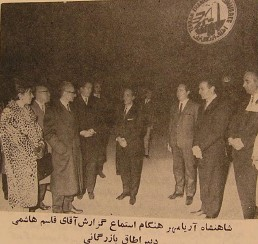
نمایشگاه کالای ایرانی
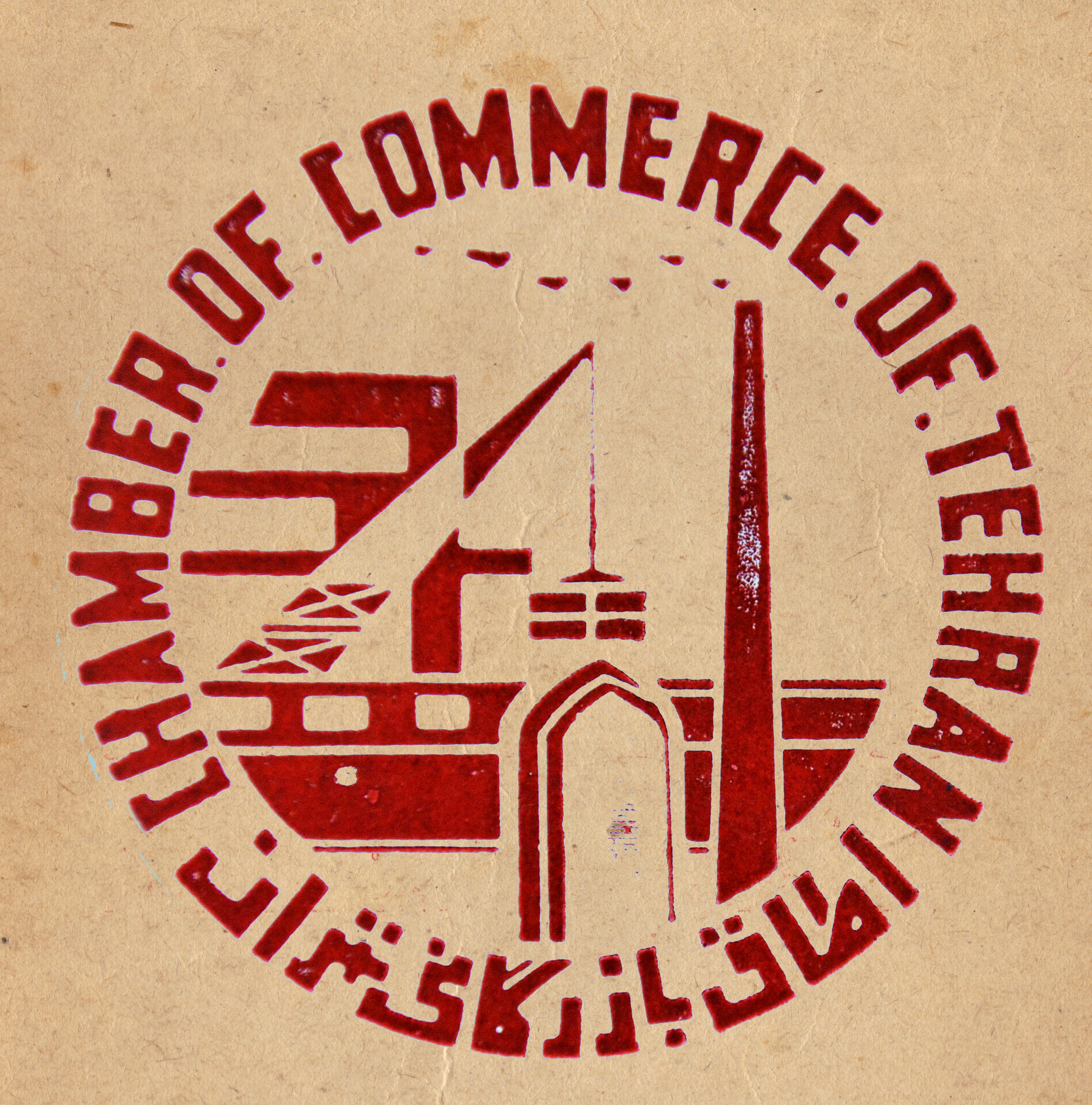
لوگوی قدیمی اطاق بازرگانی تهران
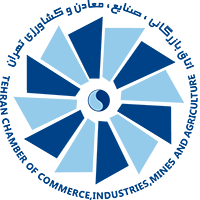
لوگوی کنونی اتاق بازرگانی تهران

## پروژه‌های اتاق بازرگانی تهران
اولین اتاق‌های بازرگانی در دنیا با این تفکر و احساس نیاز تشکیل‌شدند که نهادی را بوجود بیاورند برای گفتمان متمرکز و متشکل و سازماندهی‌شده با دولت و بدین‌طریق فعالان بخش خصوصی بتوانند مشکلات خودشان را طرح کرده و آن‌ها را حل کنند و پیشنهاداتی را ارائه‌دهند و موضوعات بین فعالان اقتصادی و دولت را پیگیری کنند.
اتاق بازرگانی تهران در ایران درطی دوران فعالیت پرفراز‌و‌نشیب خود برای دستیابی به هویتی مستقل تلاش‌کرد تا بتواند به اهداف جمعی این اتاق دست‌یابد. امروزه اتاق بازرگانی تهران تلاش می‌کند گستره فعالیت‌های اجتماعی و حمایتی خود را همچون بسیاری از اتاق‌های پیشروی تجارت در جهان به عرصه اقتصاد محدود نکند و به حوزه‌های آموزشی، فرهنگی، خیریه و… نیز توجه نشان دهد.

### بیمارستان بازرگانان
یکی از مهم‌ترین و منحصربه‌فردترین خدمات اتاق بازرگانی تهران در حوزه مسئولیت اجتماعی که سابقه طولانی دارد، تأسیس و مدیریت بیمارستان بازرگانان در یکی از نقاط جنوبی شهر تهران است. اتاق تهران در ۱۰ بهمن ۱۳۲۸ شمسی بیمارستان بازرگانان را راه‌اندازی کرد تا با تکیه بر اصول علمی و پیشرفته پزشکی، خدمات تشخیصی، توانبخشی و بهداشتی باکیفیتی را به مراجعان ارائه کند. در حال حاضر این بیمارستان که بازسازی و نوسازی شده، دارای بخش‌های مختلف پزشکی هسته‌ای، مراقبت‌های ویژه، خدمات توانبخشی، زنان و زایمان، بخش نوزادان، قلب، اتاق عمل، ام‌آرآی، پرتودرمانی، آزمایشگاه و …. می‌باشد. بیمارستان بازرگانان همچنین به اعضای اتاق بازرگانی تهران خدمات درمانی با تخفیف ارائه می‌دهد.

### مسجد هامبورگ
طی دهه‌های ۳۰ و ۴۰ شمسی که رفت‌وآمد بازرگانان، گردشگران و دانشجویان ایرانی به اروپا به‌طور چشمگیری افزایش یافت، لزوم تأسیس یک مرکز اسلامی متعلق به ایرانیان احساس شد، از این رو جمعی از ایرانیان اروپا که عمدتاً بازرگانان مقیم آلمان و دانشجویان بودند، در سال ۱۳۳۲ تصمیم به ساخت مسجد گرفتند و محل آن را شهر هامبورگ قرار دادند. در این سال آیت‌الله بروجردی برای تأسیس آن مبلغی اختصاص داد و هیئت‌امنا تشکیل شد که محمد خسروشاهی نیز در بین اعضای آن بود. تأمین منابع مالی ساخت و ایجاد مرکز اسلامی هامبورگ سال‌ها به طول انجامید و در سال ۱۳۳۶ با کمک مالی از قاسم همدانیان مبلغ لازم برای خرید زمین مسجد فراهم شد. در جلسه ۱۹ فروردین ۱۳۴۶، هیئت‌رئیسه اتاق صنایع و معادن ایران مقرر کرد تا بودجه لازم برای اتمام ساختمان مسجد هامبورگ فراهم گردد و بدین‌وسیله امکان اتمام بنای مسجد فراهم شد.

### بنیاد خیریه بازرگانان
اتاق بازرگانی تهران در سال ۱۳۲۴ در تهران بنگاه خیریه‌ای با مشارکت تعدادی از بازرگانان به نام «بنگاه خیریه بازرگانان» تشکیل داد. این بنگاه در زلزله خراسان در سال ۱۳۲۷، سیل در منطقه سیستان و بلوچستان در سال ۱۳۳۵، زلزله لار در ۱۳۳۹ و بسیاری از بلایای طبیعی دیگر در شهرهای مختلف با همکاری بازرگانان به امداد و کمک به آسیب‌دیدگان پرداخت. از دیگر اقدامات این بنگاه تأسیس مدرسه، بیمارستان بازرگانان، جمع‌آوری اعانه برای کودکان و نیازمندان و… بوده است. درادامه فعالیت‌های بنیاد خیریه بازرگانان، بنیاد نیکوکاری بازرگانان درحال‌حاضر با هدف ساماندهی مؤسسه خیریه در کشور برای ارائه خدمات خیرخواهانه هدفمند و همه‌شمول ایجادشده‌است.

### انتشارات اتاق بازرگانی تهران
یکی از فعالیت‌های اتاق بازرگانی تهران از ابتدای تأسیس، انتشار مجله و انعکاس اخبار اقتصادی و تجاری و اخبار اتاق بوده است. نشریات اتاق تعدد بسیاری داشته است. نخستین مجله اتاق بازرگانی تهران در آبان ۱۳۰۶ یعنی فقط چند ماه از تأسیس اتاق به سردبیری فخرالدین پارسا فعالیت خود را آغاز کرد. این مجله که مجله عصر حدید یا «راهنمای تجارتی ایران» نام داشت تا آبان ۱۳۰۸ به عنوان ارگان رسمی اتاق تجارت تهران به چاپ اخبار اتاق و جدیدترین تحولات در دنیای اقتصاد می‌پرداخت. این نشریه در ۶۳ شماره به چاپ رسید.
روزنامه عصر اقتصاد، روزنامه ارگان اتاق بازرگانی تهران از سال ۱۳۲۸ به سردبیری و مدیرمسئولی محمود کیهان، استاد حقوق در دانشگاه تهران، منتشر می‌شد.
از نیمه آبان ۱۳۰۸ مجله جدیدی تخت عنوان مجله اتاق تجارت به صاحب‌امتیازی میرزا علی‌اکبر بهپور و مدیرمسئولی عباس مسعودی در تهران منتشر شد. مجله اتاق تجارت از بدو تأسیس تا پایان سال ۱۳۱۰، جمعاً فقط ۳۴ شماره از آن منتشر گردید و از آن پس تا سال ۱۳۱۸ که دوره تجدید حیات این نشریه به‌شمار می‌آید، ۱۹۴ شماره آن انتشار یافت.
مجله آینده‌نگر ماهنامه تخصصی اتاق بازرگانی، صنایع، معادن و کشاورزی تهران است که انتشارش از اسفند ۱۳۸۸ آغاز شده و به‌طور منظم چاپ می‌شود. این مجله در گروه مجلات تخصصی قرار دارد و به ارائه آمارهای اقتصادی، تحلیل وضعیت اقتصادی و صنعتی کشور و … می‌پردازد.

### معاونت امور بین‌الملل
معاونت امور بین‌الملل اتاق تهران یکی از ارکان مهم اتاق است که پل ارتباطی بین اتاق تهران با اتاق‌های بازرگانی دیگر کشورها، اتاق‌های مشترک خارجی، نهادها، سازمان‌ها و تشکل‌های بخش خصوصی خارجی، سفارتخانه‌ها و سفرای خارجی، اتاق بازرگانی بین‌الملل، نهادهای اقتصادی مرتبط با سازمان ملل و... است. اتاق تهران در زمینه گسترش روابط بین‌المللی اتاق تمرکز دارد و با توسعه دیپلماسی اقتصادی سعی دارد فضا را برای همکاری‌های مشترک اتاق تهران، اعضا و فعالان اقتصادی بخش خصوصی ایران با دیگر کشورها و جذب سرمایه‌گذاران خارجی فراهم کند از جمله فعالیت‌های این اتاق، امضاء تفاهم‌نامه همکاری‌های مشترک با اتاق‌های بازرگانی دیگر کشورها، اتاق اقتصاد، اتحادیه، مرکز بازرگانی و سرمایه‌گذاری، تشکل‌های خارجی و... است. همچنین اتاق تهران کوشیده است از ظرفیت سفرای خارجی در ایران برای حل چالش های پیش روی همکاری های مشترک با دیگر کشورها و اتاق های بازرگانی و فعالان اقتصادی بهره ببرد و در این زمینه دیدارها مشترک بسیار زیادی بین رئیس اتاق تهران با سفرای خارجی برگزار شده است.  

### مسئولیت اجتماعی
توسعه اجتماعی و اقتصادی در کشورها بدون کاهش فاصله اجتماعی، فقر و بهبود شرایط زندگی طبقات مختلف جامعه تحقق پیدا‌نمی‌کند. اتاق بازرگانی تهران در سال‌های اخیر فعالیت‌هایی را در حوزه مسئولیت اجتماعی اجرایی‌کرده‌است که از آن‌جمله می‌توان به پویش حمایت از مراکز درمانی و توزیع کالاها و تجهیزات پزشکی همچون ونتیلاتور در دوران کرونا و توزیع بسته‌های معیشتی به نیازمندان اشاره‌کرد. در اتاق بازرگانی تهران ستاد کرونای استان تهران با ریاست رئیس اتاق بازرگانی تهران ایجاد شد و به بیش از ۲۷۰ مرکز درمانی در ۲۷ استان کشور، امدادرسانی جهت مقابله با همه‌گیری کرونا صورت‌گرفت. «کمپین نفس» نیز به هدف امدادرسانی به مراکز درمانی و با مشارکت تشکل‌ها و فعالان اقتصادی نیکوکار شروع به کار کرد.
اتاق تهران در رخدادهای طبیعی همچون سیل لرستان، گلستان و سیستان و بلوچستان و زلزله کرمانشاه از خانواده‌های آسیب‌دیده حمایت کرد. این نهاد همچنین در طول‌های سال گذشته از بیش از ۲۰ مؤسسه مردم‌نهاد غیردولتی و خیریه که در حوزه‌های کودکان، زنان آسیب‌دیده، معلولان و… فعالیت‌می‌کنند حمایت‌کرده و همکاری‌های مشترکی با بنیادهایی همچون محک و دفتر حمایت از کودکان و زنان سازمان ملل متحد (یونیسف) داشته‌است.

### حمایت از کسب‌وکارهای نوین
یکی دیگر از رویکردهای حمایتی اتاق بازرگانی تهران، حمایت از استارت‌آپ‌ها و شرکت‌های دانش‌بنیان است که از مصادیق آن، تجلیل از صاحبان استارت‌آپهای مطرح درکنار کارآفرینان پیشکسوت در سه دوره مراسم سالانه امین‌الضرب بوده‌است. درعین‌حال، اتاق بازرگانی تهران در دو دوره نمایشگاه جیتکس که در دوبی برگزار شد، با اعزام تعدادی از گروه‌های استارت‌آپی و تأمین غرفه رایگان برای آن‌ها در این رویداد بین‌المللی، تلاش‌کرد تا ضمن معرفی توانمندی‌های ایران در این عرصه، از شرکت‌های دانش‌بنیان نیز پشتیبانی کند. همچنین این اتاق در سال ۱۳۹۸، مرکز نوآوری اتاق بازرگانی تهران را به منظور توسعه فضای کسب‌وکار، فعالیت‌های دانش‌بنیان و فعالیت استارت‌آپی راه‌اندازی‌کرد.

### حمایت از آموزش
از دیگر تلاش‌های اتاق بازرگانی و صنایع و معادن و کشاورزی تهران، تدوین و برگزاری دوره‌های آموزشی کوتاه‌مدت بوده‌است. همچنین این نهاد به حمایت از پایان‌نامه‌های مقاطع کارشناسی‌ارشد و دکتری واجد شرایط می‌پردازد تا ظرفیت بالقوه دانشگاه‌ها نمایان‌شود و دانشجویان بتوانند از نتایج پایان‌نامه‌های تحصیلات تکمیلی در راستای حل مسائل بخش اقتصاد و بازرگانی بهره بگیرند.

### مؤسسه آموزش و توسعه منابع انسانی اتاق تهران (آیتک)
اتاق بازرگانی، صنایع، معادن و کشاورزی تهران با هدف توانمندسازی و افزایش بهره‌وری و گسترش فرهنگ شایستگی و رشد منابع انسانی و برای ارائه خدمات آموزشی به اعضاء، تشکل‌های اقتصادی عضو اتاق تهران و کارمندان اتاق، شرکت‌ها و بنگاه‌های اقتصادی کوچک و متوسط (SME) و .. مؤسسه آموزش و توسعه منابع انسانی اتاق تهران (آیتک) را تأسیس کرد. این مؤسسه با برگزاری دوره‌های آموزشی منظم، هدفمند و ساختاریافته و با بهره‌گیری از روش آموزش بر مبنای شایستگی (CBT) تلاش می‌کند نقشی سازنده در نزدیکی فضای کسب‌وکار با فضای آموزشی داشته باشد.

### مدرسه کسب‌وکار تکاپو
مدرسه‌های کسب‌وکار یا (Business School) در سطح جهان برای توسعه ارتباط بین بنگاه‌ها و فعالان اقتصادی با دانشگاه‌ها و آموزش و تربیت مدیران حرفه‌ای و نخبه برای مدیریت کسب‌وکارها شکل گرفته‌اند. اتاق بازرگانی، صنایع، معادن و کشاورزی تهران نیز با همکاری دانشگاه صنعتی امیرکبیر، مدرسه کسب‌وکار تکاپو را در زمستان ۱۳۹۸ تأسیس‌کرد تا بستری برای آموزش و تربیت مدیران خبره و کارآمد برای بنگاه‌های بخش خصوصی فراهم‌کند. این مدرسه جزو نخستین مراکز آموزشی نسل چهارم کشور است.

### نشان امین‌الضرب
نشان امین‌الضرب نشانی است که هر ساله اتاق بازرگانی، صنایع، معادن و کشاورزی تهران به کارآفرینان و پیشکسوتان برجسته بخش خصوصی کشور اهدا‌می‌کند. اولین دوره جشنواره نشان امین‌الضرب در بهمن ۱۳۹۵ برگزار شد. امین‌الضرب لقبی است که در دوران قاجار به اشخاص بانفوذی تعلق می‌گرفت که امین پادشاه در ضرب سکه بودند. تندیس امین‌الضرب از چهار بال تشکیل‌شده و بصورت نمادین به ۴ بخش اصلی اتاق بازرگانی یعنی صنعت، معدن، بازرگانی و کشاورزی اشاره دارد. روی هر بال این تندیس سنگ فیروزه به نشانه مهر دوستی و از قدیمی‌ترین سنگ‌های تجاری ایران به‌کار‌رفته‌است.

### مرکز داوری اتاق تهران
یکی از دغدغه‌های اصلی بخش خصوصی، حل‌و‌فصل اختلافات تجاری و اقتصادی بین فعالان این بخش (داخلی و خارجی) است. از آنجا که روند اداری حل این مسائل از طریق محاکم قضایی زمان‌بر و پرهزینه است، مرکز داوری اتاق تهران در اردیبهشت‌ماه ۱۳۹۶ تأسیس شد تا با بهره‌گیری از داوران زبده حقوقی و آشنا به روابط تجاری و عرف‌‌های آن، اقدام به حل‌و‌فصل اختلافات تجاری داخلی و خارجی اعضای اتاق و اشخاص ثالث کند. دفتر مرکز داوری اتاق تهران در عرصه بین‌المللی نیز «کمیسیون امور بین‌الملل» را ایجاد کرد تا ضمن ارتقاء جایگاه بین‌المللی، خدمات ویژه‌ای را در زمینه قراردادهای تجاری بین‌‌المللی ارائه دهد. 

### قوام‌دهی به تشکل‌های خصوصی
اتاق بازرگانی، صنایع، معادن و کشاورزی تهران در راستای حمایت از تشکل‌های بخش‌خصوصی برای تدوین شیوه‌نامه حمایتی، که یکی از اهداف امور تشکل‌ها و مسئولیت اجتماعی اتاق بازرگانی، صنایع، معادن و کشاورزی تهران است، برنامه‌ریزی کرده و آئین‌نامه حمایتی مرتبط با تشکل‌ها در اتاق بازرگانی، صنایع، معادن و کشاورزی تهران تدوین و پیاده‌سازی شده است. همچنین حدود ۳۰ تشکل در اتاق بازرگانی تهران، ثبت‌شده و در شرف تأسیس‌است.

### گواهی مبدأ الکترونیک
اتاق بازرگانی، صنایع، معادن و کشاورزی تهران از سال ۱۳۹۵ موفق شده تا علاوه بر عملکرد موفقیت‌آمیز در الکترونیک کردن روند صدور گواهی مبدأ، به عنوان ۱۴‌امین کشور به عضویت زنجیره اعتبارسنجی گواهی مبدأ اتاق بازرگانی بین‌المللی درآید.

### مرکز اسناد اتاق بازرگانی تهران
در تاریخ هجدهم اردیبهشت ۱۴۰۲، با حضور جمعی از نمایندگان بخش خصوصی و پژوهشگران تاریخ، از نخستین آرشیو تاریخ تجارت ایران، در اتاق بازرگانی، صنایع، معادن و کشاورزی تهران رونمایی شد. مرکز اسناد دیجیتال اتاق تهران در دوره ریاست مسعود خوانساری و به پیشنهاد دبیرکل اتاق بازرگانی تهران، بهمن عشقی، راه‌اندازی شد. مرکز اسناد اتاق بازرگانی تهران به ابتکار مؤسسه رهاورد اندیشه و خرد با گردآوری بالغ بر سی هزار برگ سند و بارگذاری در سامانه دیجیتال این پایگاه راه‌اندازی شده است.
در بخشی از مراسم مسعود خوانساری، رئیس اتاق بازرگانی تهران از ضرورت راه‌اندازی چنین مرکزی گفتند: «اسناد موجود از فعالیت‌های اتاق تهران و معرفی آن، کمک خواهد کرد تا بخش‌خصوصی در ایران از محاق فراموشی بیرون آید و جامعه، به شناخت درستی از خانه فعالان اقتصادی و کارآفرینان ایران طی یک قرن گذشته دسترسی داشته باشد.» 

## افتخارات

### آنسیترال
طبق اعلام کمیسیون حقوق تجارت بین‌الملل سازمان ملل متحد (آنسیترال)، اتاق بازرگانی، صنایع، معادن و کشاورزی تهران در آنسیترال صاحب کرسی شد. این کمیسیون بعنوان رکن اصلی سازمان ملل متحد در زمینه قانون‌گذاری در حوزه تجارت و سرمایه‌گذاری بین‌المللی فعالیت دارد و مهم‌ترین نهاد قانون‌گذار در این حوزه در سطح جهان است.
از زمان تشکیل این کمیسیون در سال ۱۹۶۶، اتاق بازرگانی، صنایع، معادن و کشاورزی تهران تنها نهاد مستقل بخش خصوصی ایران است که با حضور و مشارکت مستقیم در این کارگروه‌ها قادر است نقش‌آفرینی مستقیمی در تدوین قوانین تجارت و سرمایه‌گذاری بین‌المللی ایفا کند که نه‌تنها تضمین‌کننده منافع تجاری بخش خصوصی کشور است، بلکه در سراسر دنیا نیز اثرگذار خواهد‌بود.

### حوزه بین‌الملل
اتاق بازرگانی، صنایع، معادن و کشاورزی تهران در زمان ریاست مسعود خوانساری از سوی اتاق بازرگانی بین‌المللی (ICC) بعنوان فعال‌ترین اتاق بازرگانی دنیا در  ژوئیه ۲۰۲۱ انتخاب و معرفی‌شد. اتاق بازرگانی بین‌المللی نهاد مادر همه اتاق‌های بازرگانی در سراسر دنیاست. دلیل این انتخاب فعالیت‌های اتاق بازرگانی تهران در بخش‌های مختلف اعم از حوزه صدور گواهی مبدأ و عضویت، تا ارائه خدمات مختلف به اعضا و تلاش برای بهبود فضای کسب‌وکار، کمک به رفع برخی مشکلات اقتصادی در مسیر توسعه کشور و ارائه پیشنهادهایی جهت بهبود محیط کسب‌وکار کشور عنوان‌شده‌است.

## نگارخانه

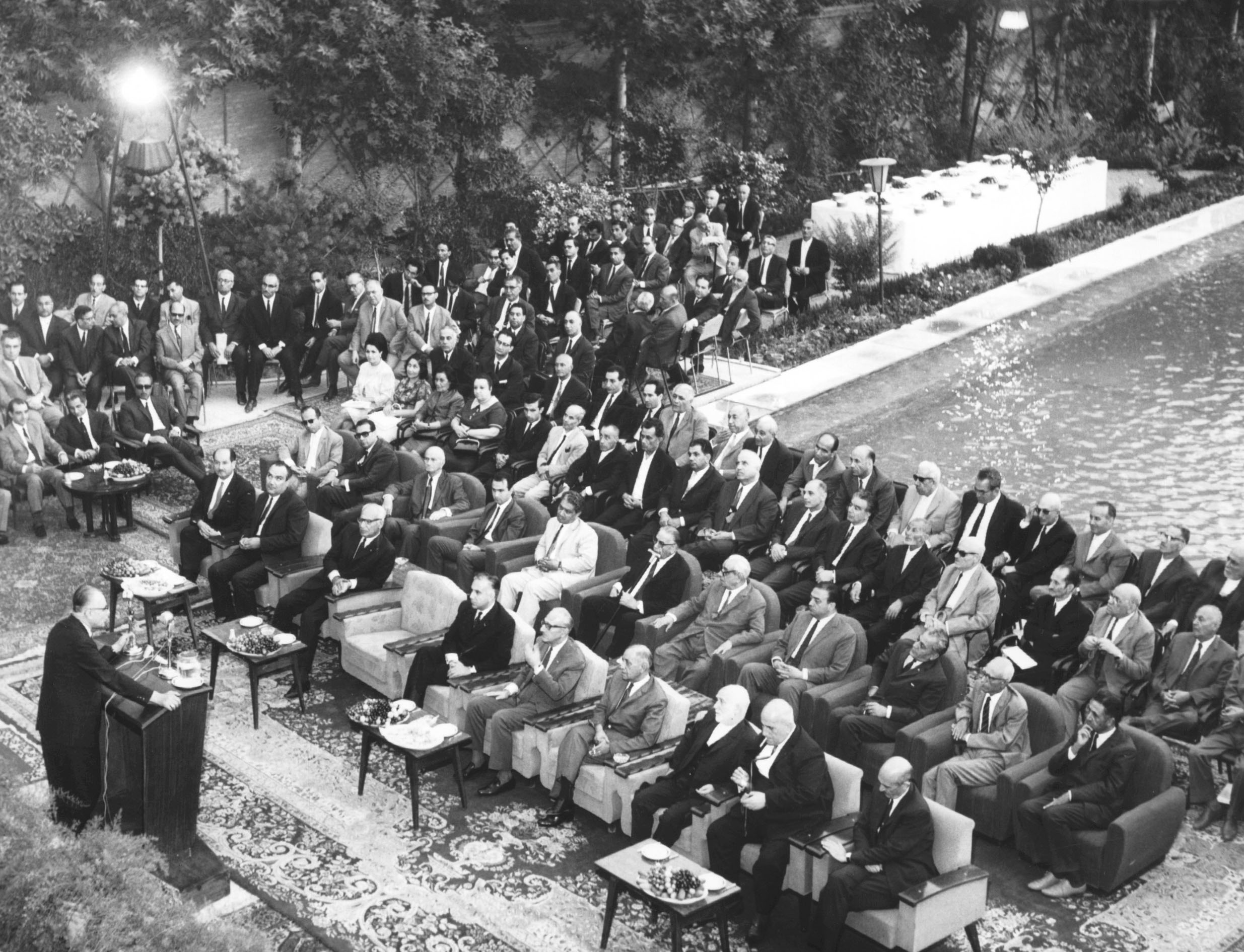
سخنرانی محمد خسروشاهی در اجتماع بازرگانان در سال ۱۳۴۶
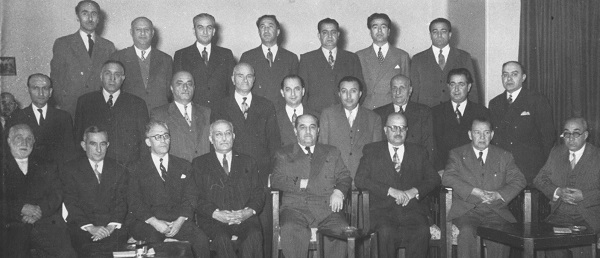
هیئت رئیسه اتاق بازرگانی تهران
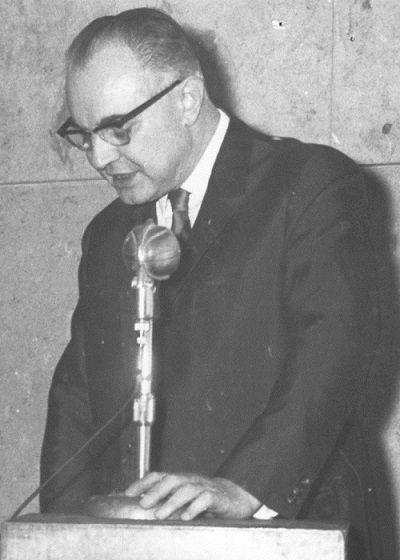
رئیس اتاق بازرگانی تهران
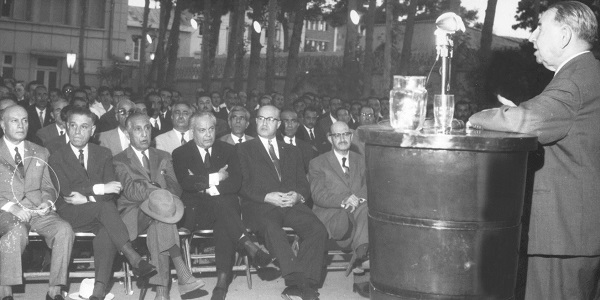
سخنرانی علی وکیلی رئیس اتاق بازرگانی تهران

## رؤسایاتاق بازرگانی تهراناز دیروز تا امروز
|                    |                     |                  | ‏               |           |               |                |            |
| محمدحسین امین‌الضرب | حبیب‌الله امین‌التجار | عبدالحسین نیک‌پور | ابوالحسن صادقی | علی وکیلی | محمد خسروشاهی | جعفر شریف‌امامی | طاهر ضیایی |

|                 |               |               |                  |                |              |                |                |
| علی اکبر محلوجی | عنایت بهبهانی | علینقی خاموشی | محمدرضا بهزادیان | محمد نهاوندیان | یحیی آل‌اسحاق | مسعود خوانساری | محمود نجفی عرب |

## گاه‌شمار
| تاریخ            | رویداد |
| ---------------- | --- |
| ۱۲۸۹ه‍.ق           | به پیشنهاد میرزا حسین خان سپهسالار «وزارت تجارت و فلاحت» تأسیس شد.                                                                                 |
| ۱۲۶۳شمسی         | ناصرالدین شاه فرمان تشکیل «مجلس وکلای تجار» را صادر کرد.                                                                                           |
| ۱۲۶۳شمسی         | مجلس وکلای تجار ایران تأسیس شد. اساسنامه مجلس وکلای تجار در شش فصل تنظیم شد و حاج محمدحسن امین‌الضرب به ریاست این مجلس رسید.                        |
| ۱۲۹۸شمسی         | هیئت اتحادیه تجار تشکیل شد و نظام‌نامه اساسی آن به ریاست محمدحسین امین‌الضرب به تصویب رسید.                                                          |
| اردیبهشت ۱۳۰۵    | انتخابات اتاق تجارت تهران در تجارتخانه حاج ابوالقاسم تاجر اصفهانی برگزار شد.                                                                       |
| آبان ۱۳۰۶        | نخستین مجله اتاق به نام «عصر حدید» یا «راهنمای تجارتی ایران» منتشر شد.                                                                             |
| ۱۰ آبان ۱۳۰۶     | مدرسه تجارت از طرف وزارت معارف در پاسخ به خواست تجار افتتاح گردید.                                                                                 |
| ۱۰ مهر ۱۳۰۹      | قانون تشکیل اتاق‌های تجارت تصویب شد. |
| ۲۶ اسفند ۱۳۰۹    | مراسم افتتاح اتاق تجارت تهران برگزار شد. |
| ۱۳ اردیبهشت ۱۳۱۱ | قانون تجارت در دوره ریاست عبدالحسین نیک‌پور تصویب شد.                                                                                               |
| فروردین ۱۳۱۲     | به جای ثلث اعضای اتاق تجارت تهران، ۵ نفر از طرف اداره کل تجارت انتخاب شدند.                                                                        |
| ۱۹ خرداد ۱۳۱۴    | هیئت وزرا تصویب نمود که اتاق‌های تجارت منحصراً در ۱۶ شهر تشکیل شود.                                                                                  |
| آذر ۱۳۱۷         | بنا به تصویب فرهنگستان واژه بازرگانی به جای تجارت برگزیده شد و وزارت تجارت به وزارت بازرگانی تغییر نام داد.                                        |
| مرداد ۱۳۲۱       | قانون جدید تشکیل اتاق بازرگانی به تصویب رسید و انتخابات یک‌مرحله‌ای شد.                                                                              |
| اسفند ۱۳۲۲       | اتحادیه بازرگانان تأسیس گردید و در سال ۱۳۲۸ به اتاق بازرگانی تهران پیوست.                                                                          |
| ۱۳۲۴             | بنگاه خیریه بازرگانان با مشارکت تعدادی از بازرگانان تشکیل گردید.                                                                                   |
| ۱۰ بهمن ۱۳۲۸     | بیمارستان بازرگانان در تهران در زمان ریاست عبدالحسین نیک‌پور بر اتاق تهران به صورت رسمی افتتاح شد.                                                  |
| ۱۳۳۲             | اتاق بازرگانی تهران در ساخت مسجد هامبورگ مشارکت نمود.                                                                                              |
| دی ۱۳۳۳          | کارت بازرگانی از سوی وزارت اقتصاد ملی برای تجار متقاضی صادر شد.                                                                                    |
| ۱۳۳۸             | مؤسسه اعتباری دانشگاه (ماد) در زمان ریاست علی وکیلی ایجاد شد.                                                                                      |
| مهر ۱۳۴۱         | اتاق صنایع و معادن ایران به درخواست صاحبان صنایع تأسیس گردید.                                                                                      |
| ۱۳۴۳             | اتاق بازرگانی تهران با کمیته ملی پیکار با بیسوادی در ایران همکاری کرد و «کمیته پیکار با بیسوادی» اتاق بازرگانی تهران تشکیل شد.                     |
| ۲۲ تیر ۱۳۴۴      | محل جدید اتاق بازرگانی تهران افتتاح شد. |
| ۱۸ تیر ۱۳۴۶      | نخستین گام برای بنیان‌گذاری اتاق ایران و تأسیس فدراسیون اتاق‌های بازرگانی سراسر کشور برداشته شد.                                                     |
| ۲۳ اسفند ۱۳۴۸    | دو «اتاق بازرگانی» و «اتاق صنایع و معادن ایران» با هم ادغام شدند و اتاق بازرگانی، صنایع و معادن ایران را شکل دادند.                                |
| ۲۰ اسفند ۱۳۴۹    | نخستین انتخابات اتاق بازرگانی و صنایع و معادن ایران برگزار گردید.                                                                                  |
| دی ۱۳۵۷          | اتاق بازرگانی تهران به دلیل وقایع مربوط به انقلاب اسلامی تعطیل شد.                                                                                 |
| خرداد ۱۳۵۹       | کمیته منتخب سید روح‌الله خمینی در اتاق بازرگانی و صنایع و معادن ایران اعلام کناره‌گیری نمود.                                                         |
| ۲ اردیبهشت ۱۳۶۳  | بودجه مستقل اتاق تهران برای نخستین بار و بودجه اتاق ایران و تهران اجرا شد.                                                                         |
| اردیبهشت ۱۳۷۲    | مجله اتاق بازرگانی به «نامه اتاق بازرگانی» تغییر نام داد.                                                                                          |
| ۱۳۸۵             | شورای بانوان بازرگان اتاق بازرگانی، صنایع، معادن و کشاورزی تهران ایجاد گردید.                                                                      |
| اسفند ۱۳۸۸       | پیش‌شماره مجله آینده‌نگر نشریه رسمی اتاق بازرگانی، صنایع، معادن و کشاورزی تهران منتشر شد.                                                            |
| ۳ بهمن ۱۳۹۳      | نخستین دوره اهدای نشان و تندیس کارآفرینی امین‌الضرب برگزار شد.                                                                                      |
| ۱۳۹۸             | مدرسه کسب‌وکار تکاپو تأسیس گردید. |
| ۱۴۰۰             | مؤسسه آموزش و توسعه منابع انسانی اتاق تهران (آیتک) تأسیس شد.                                                                                       |
| تیر ۱۴۰۰         | اتاق بازرگانی، صنایع، معادن و کشاورزی تهران از سوی اتاق بازرگانی بین‌المللی (ICC) به عنوان فعال‌ترین اتاق بازرگانی دنیا در ماه ژوئیه ۲۰۲۱ انتخاب شد. |
| ۱۸ آذر ۱۴۰۰      | اتاق بازرگانی تهران به عضویت کمیسیون حقوق تجارت بین‌الملل سازمان ملل متحد (آنسیترال) درآمد.                                                         |
| اسفند ۱۴۰۰       | کمپین «ب تو ای دوست» با هدف کمک به افراد دارای معلولیت، زنان سرپرست خانوار و کودکان راه‌اندازی شد.                                                  |
| ۲۰اسفند ۱۴۰۱     | دهمین دوره انتخابات اتاق بازرگانی، صنایع، معادن و کشاورزی تهران برگزار شد.                                                                         |
| آبان ۱۴۰۳        | فریدون وردی‌نژاد بعنوان دبیرکل اتاق بازرگانی، صنایع، معادن و کشاورزی تهران منصوب شد.                                                                |